# Anille
Der Anille (manchmal auch Anillé geschrieben) ist ein Fluss in Frankreich, der im Département Sarthe in der Region Pays de la Loire verläuft. Er entspringt im Gemeindegebiet von Conflans-sur-Anille, entwässert anfangs nach Westen, dreht dann auf Südost bis Süd und mündet nach rund 27 Kilometern an der Gemeindegrenze von La Chapelle-Huon und Bessé-sur-Braye als rechter Nebenfluss in die Braye.

## Orte am Fluss
(Reihenfolge in Fließrichtung)
- Conflans-sur-Anille
- Saint-Calais
- Saint-Gervais-de-Vic
- La Chapelle-Huon